# Zerind
Zerind (węg. Nagyzerénd) – wieś w Rumunii, w okręgu Arad, w gminie Zerind. W 2011 roku liczyła 829 mieszkańców. 